# Åsarp-Smula kyrka
Åsarp-Smula kyrka, även Norra Åsarps kyrka, är en kyrkobyggnad som tillhör Åsarps församling (före 1998 Åsarp-Smula församling) i Skara stift. Den ligger i samhället Åsarp i den södra delen av Falköpings kommun.

## Kyrkobyggnaden
Åsarp-Smula kyrka är den tredje kyrkan i ordningen på denna plats. Under 1100-talet byggdes Norra Åsarps kyrka i romansk stil med ett kraftigt torn. I början på 1800-talet bestämdes att Norra Åsarps och Smula församlingar skulle bygga en gemensam kyrka. Norra Åsarps kyrka revs 1829 för att ge plats åt en ny kyrkobyggnad. Den nya kyrkan var invigningsklar 1830, då även den medeltida kyrkan i Smula revs. Det visade sig att den nya kyrkan var behäftad med många brister, varför man tvingades att riva den och bygga en ny som stod klar 1883. Den nya kyrkan återanvände grunden, delar av murarna och tornet från den tidigare kyrkan. Kyrkan uppfördes i nygotisk stil efter ritningar av Helgo Zetterwall.
Under 1939-1940 genomgick kyrkan en renovering. Sakristian byggdes till, koret fick en annan utformning, bänkarna ändrades och läktaren blev tillbyggd. Slottsarkitekt Knut Nordenskjöld var rådgivare under bygget.

## Inventarier

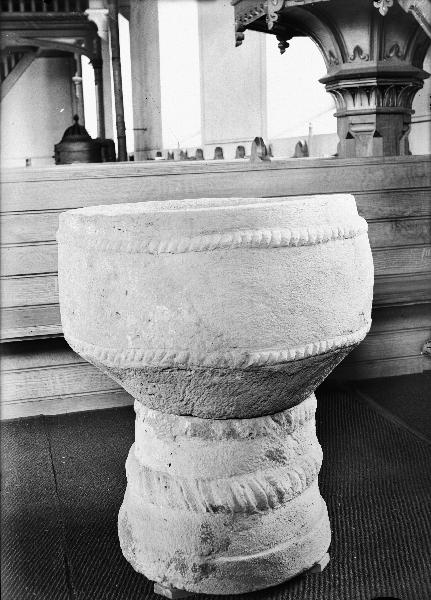
Dopfunten.

- Dopfunt av sandsten tillverkad omkring år 1200 i två delar med höjden 82 cm. Cuppan är cylindrisk med skrånande undersida. Upptill och nedtill  repstavar. Foten är rund, plintformad, upptill skrånande och den avslutas med en kraftig repstav. I mitten finns en ännu kraftigare motgående repstav. Har troligen haft centralt uttömningshål. Svåra skador har lagats.[1] Funten härstammar från Smula gamla kyrka.
- I den medeltida kyrkan fanns ett golvur från 1700-talet. Detta såldes i samband med bygget av den nya kyrkan, men återköptes senare och står nu uppställd i koret.
- Altartavlan och triumfkrucifixet tillkom vid renoveringen 1939-1940, och är gjorda av skulptören Carl Fagerberg.
- Kyrkan har tre klockor. En lillklocka från Norra Åsarps medeltida kyrka, en mellanklocka från Smula medeltida kyrka samt storklockan som blev omgjuten 1861.
- Den första orgeln var från 1885 och renoverades 1939 av Levin Johansson. År 1977 byttes orgeln ut mot en ny, tillverkad av Nye Orgelbyggeri.

## Bildgalleri

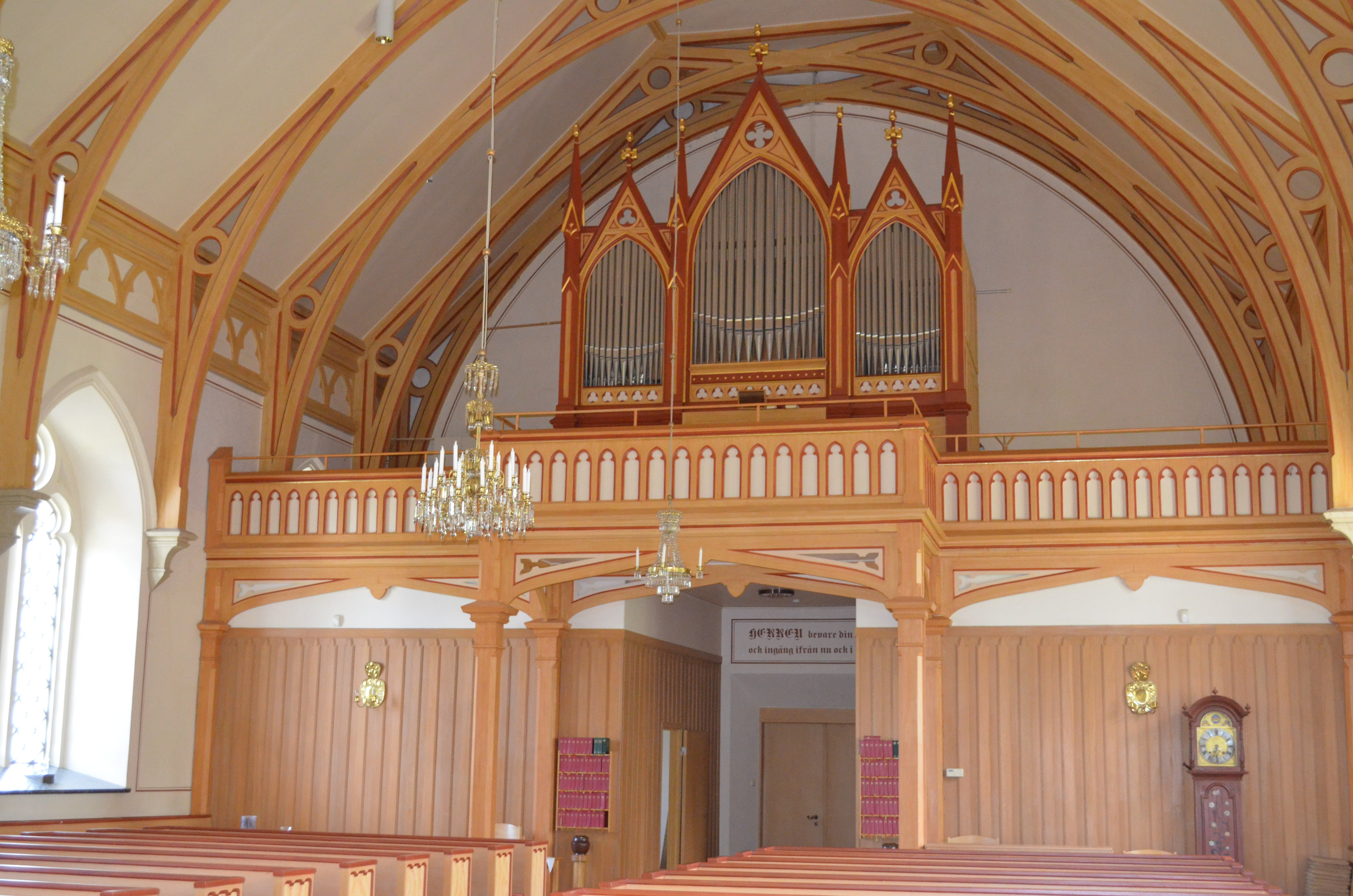
Åsarp-Smula kyrkas orgelläktare
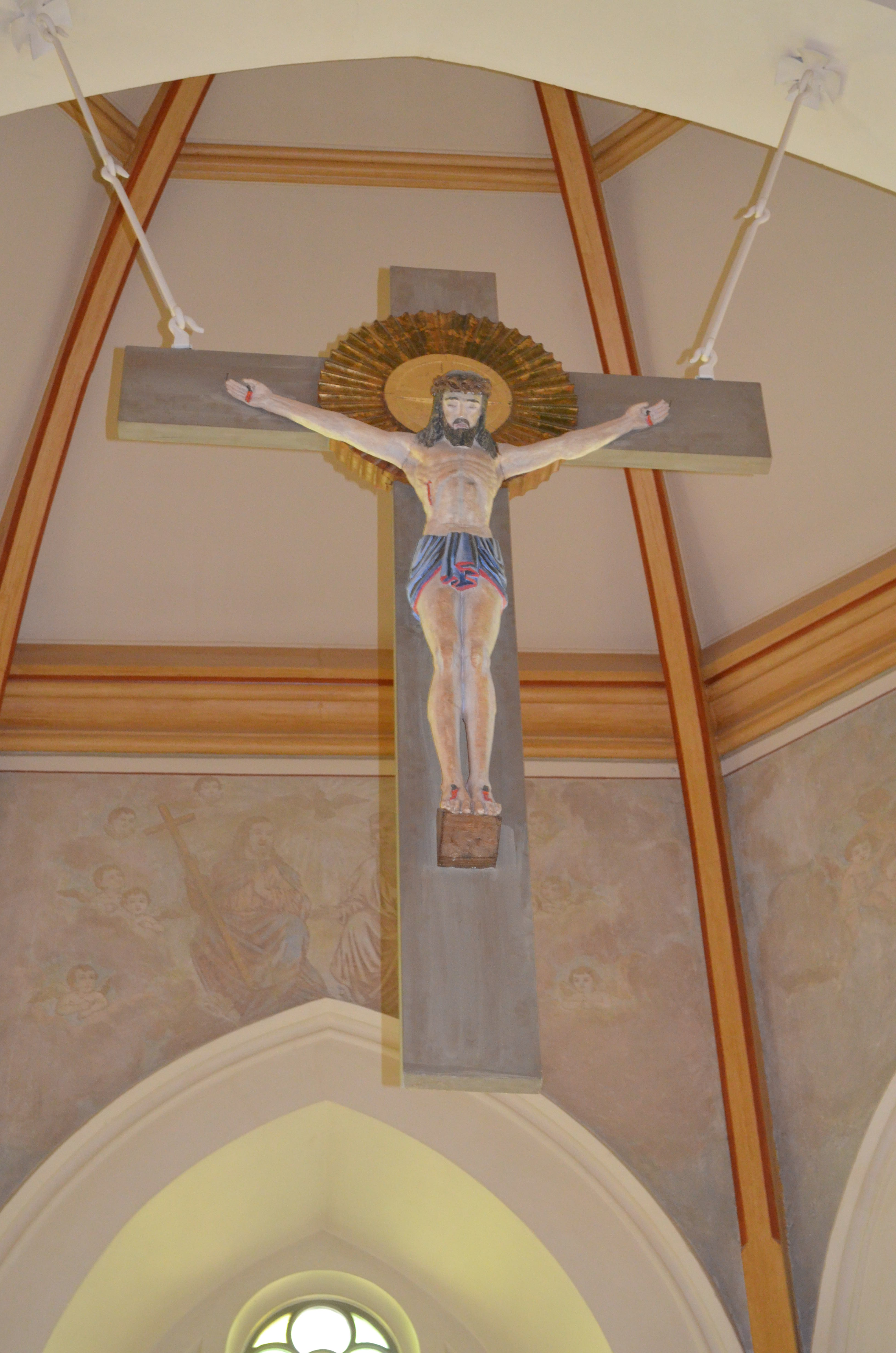
Åsarp-Smula kyrkas krucifix
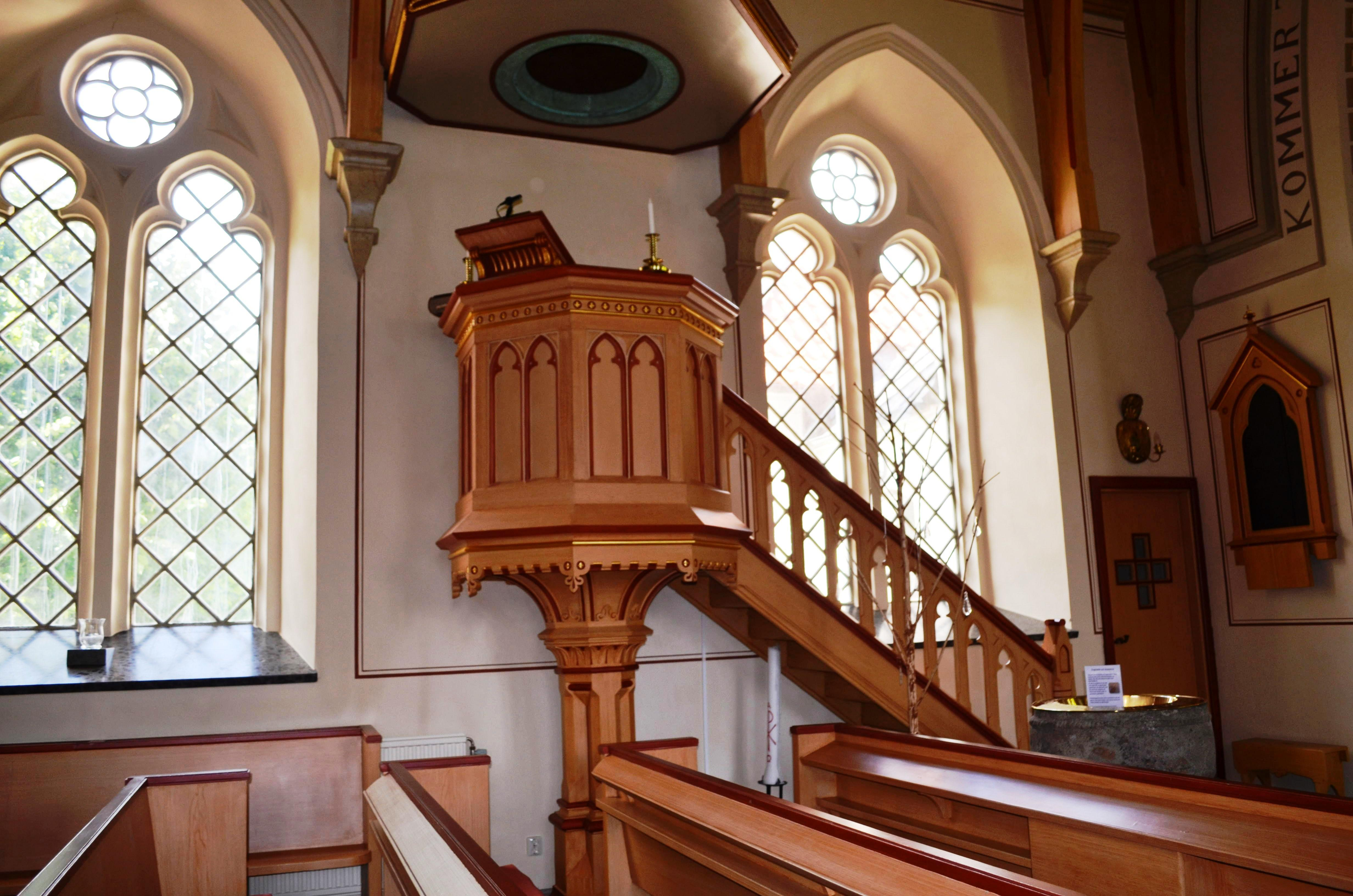
Åsarp-Smula kyrkas predikstol
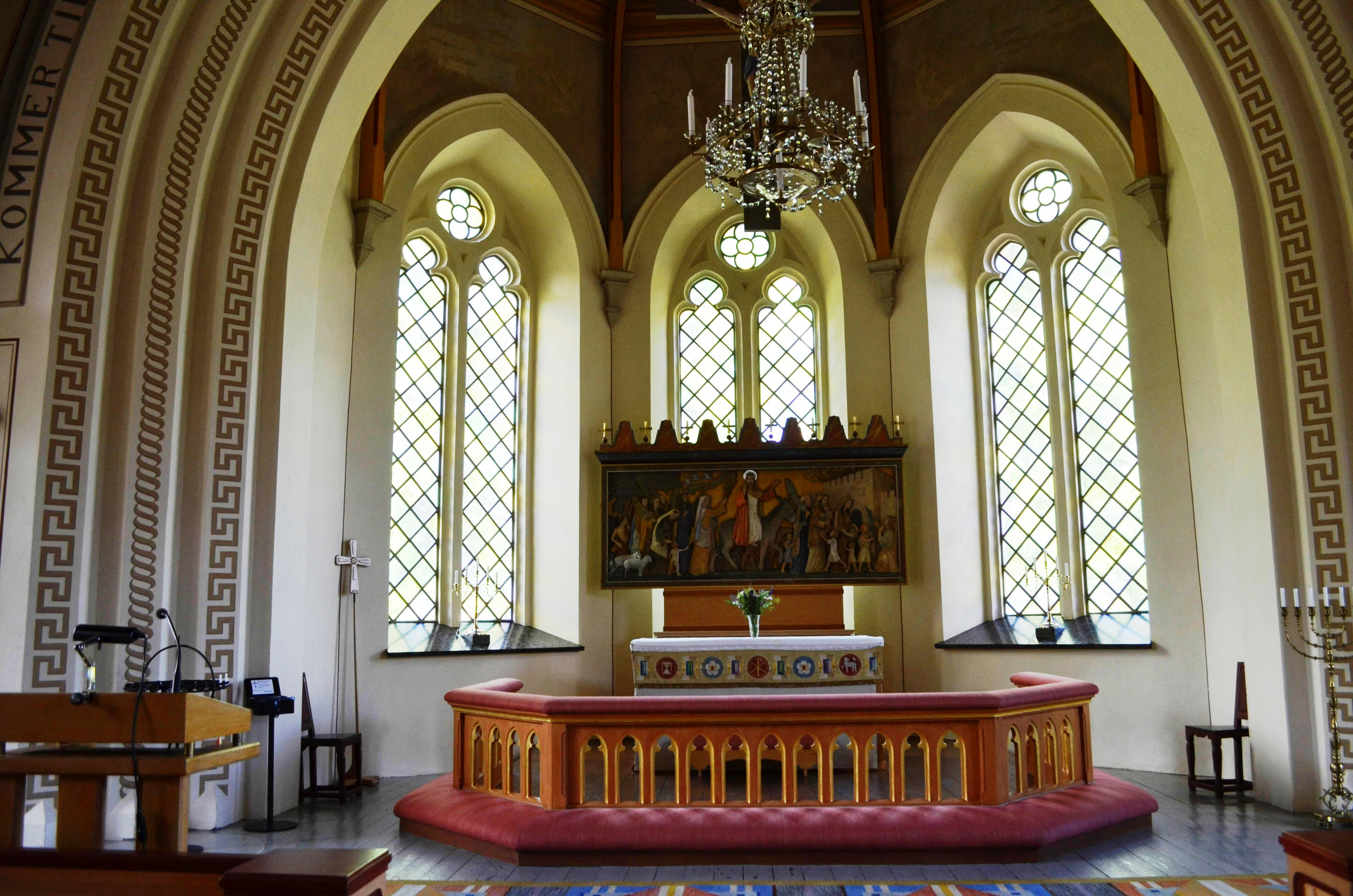
Åsarp-Smula kyrkas altare